# Alexander Cataldo
Alexander Cataldo Segovia (* 16. Januar 1998 in Antofagasta) ist chilenischer Rollstuhltennisspieler.

## Karriere
Alexander Cataldo begann im Alter von zehn Jahren mit dem Rollstuhltennis. Er spielt seit 2013 auf der ITF-Tour, im Januar 2016 erreichte er mit Platz fünf seine höchste Position in der Juniorenweltrangliste. Cataldo konnte zahlreiche Turniere niedrigerer Kategorie im Einzel oder Doppel gewinnen, sein bevorzugter Belag ist Sand. Er hat sich mehrfach für Grand-Slam-Turniere qualifizieren können, dabei erreichte er dreimal ein Doppel-Halbfinale.
Seit 2014 tritt Alexander Cataldo regelmäßig beim World Team Cup für Chile an, dabei spielte er bis 2016 bei den Junioren. In diesem Jahr unterlagen die chilenischen Nachwuchsspieler den Vereinigten Staaten erst im entscheidenden Doppel des Finales.
Cataldo nahm zweimal an Parapanamerikanischen Spielen teil. Bei den Spielen 2019 in Lima verlor er im Viertelfinale gegen Casey Ratzlaff, im Doppel konnte er sich an der Seite von Diego Pérez Bronze sichern. 2023 in Santiago gewann er erneut Doppel-Bronze, diesmal zusammen mit Brayan Tapia. Im Einzel musste er sich nur Gustavo Fernández geschlagen geben und holte so Silber.
Alexander Cataldo konnte sich zweimal für Paralympische Spiele qualifizieren. 2021 in Tokio gewann er seine Auftaktbegegnung gegen DSR Dharmasena aus Sri Lanka, in der zweiten Runde verlor er gegen Ruben Spaargaren deutlich. Im Doppel überstand Cataldo zusammen mit Jaime Sepulveda seine Erstrundenpartie gegen die Polen Kamil Fabisiak und Piotr Jaroszewski in drei Sätzen. Im Achtelfinale traf er erneut auf Spaargaren, der an der Seite von Carlos Anker auch diesmal siegreich blieb. Bei den Spielen 2024 in Paris traf Alexander Cataldo mit Brayan Tapia gleich zu Beginn auf die späteren Goldmedaillengewinner Alfie Hewett und Gordon Reid, die sich glatt durchsetzten. Im Einzel gelang Cataldo im Achtelfinale gegen Gustavo Fernández – der in diesem Jahr Bronze holte – nur ein einziger Spielgewinn, nachdem er sich in seinem Auftakteinzel noch in drei Sätzen gegen Adam Berdichevsky behaupten konnte.

## Leistungsbilanz bei den Grand-Slam-Turnieren

### Einzel
| Turnier         | 2022 | 2023 | 2024 | 2025 | Karriere |
| --------------- | ---- | ---- | ---- | ---- | -------- |
| Australian Open | –    | VF   | VF   | –    | VF       |
| French Open     | –    | 1    | VF   | 1    | VF       |
| Wimbledon       | –    | –    | 1    | –    | 1        |
| US Open         | 1    | 1    |      |      | 1        |

### Doppel
| Turnier         | 2022 | 2023 | 2024 | 2025 | Karriere |
| --------------- | ---- | ---- | ---- | ---- | -------- |
| Australian Open | –    | HF   | VF   | –    | HF       |
| French Open     | –    | VF   | VF   | VF   | VF       |
| Wimbledon       | –    | –    | VF   | VF   | VF       |
| US Open         | HF   | HF   |      |      | HF       |

Zeichenerklärung: S = Turniersieg; F, HF, VF, AF = Einzug ins Finale / Halbfinale / Viertelfinale / Achtelfinale; 1, 2, 3 = Ausscheiden in der 1. / 2. / 3. Hauptrunde; nicht ausgetragen